# 甲浦站
甲浦站（日语：／ Kannoura shingoujiyou */?）是位於日本高知縣安藝郡東洋町，隸屬於阿佐海岸鐵道的鐵路車站。本站為阿佐東線的終站，現時採用DMV公車站牌模式運作。本站既是高知縣最東邊的車站，也是阿佐海岸鐵道唯一位處高知縣的車站（雖然全公司只擁有4個車站）。

## 車站結構

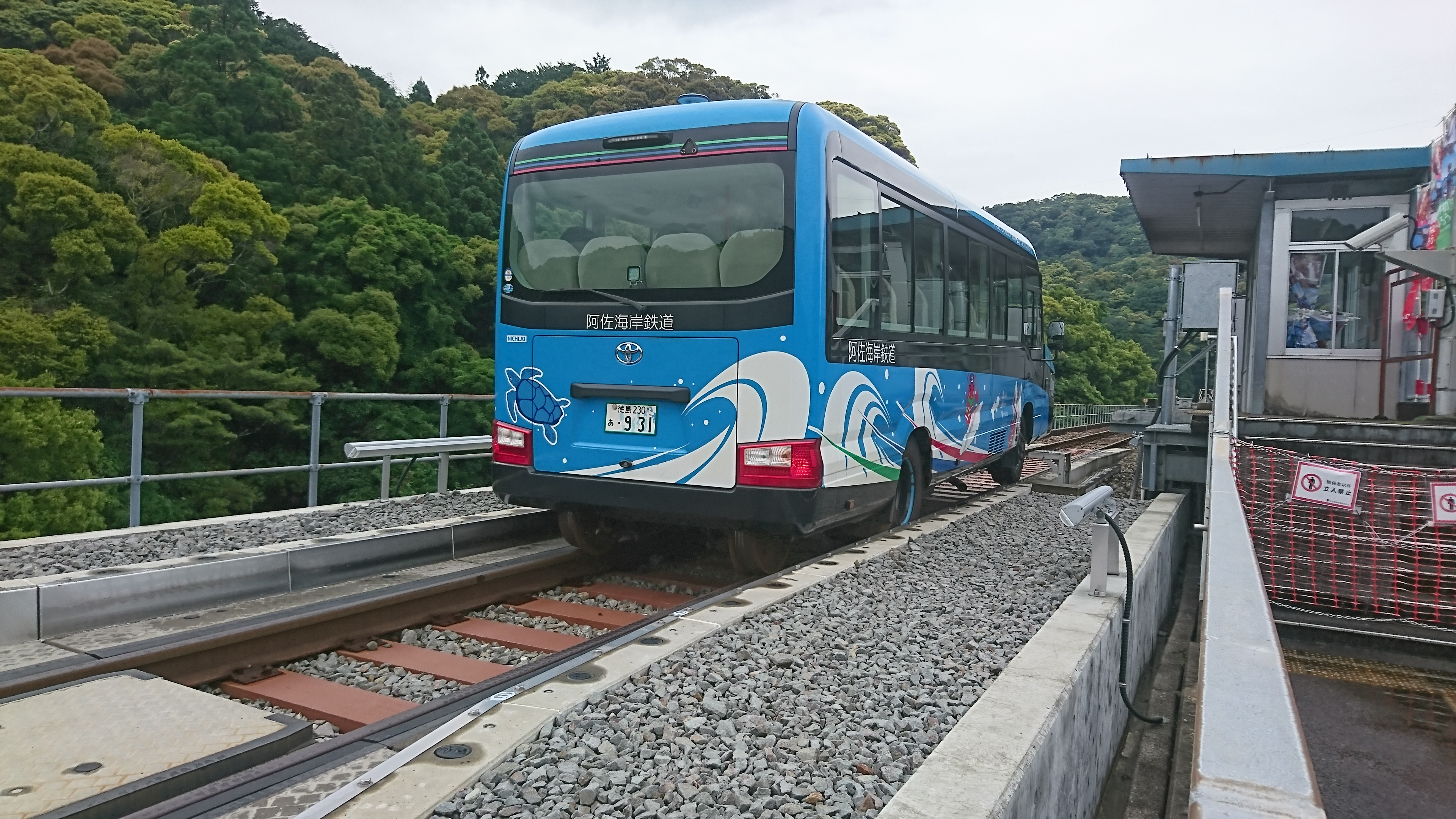
在原甲浦鐵路月台上停靠的DMV(2022年5月)

### 站舍
此站的站房為木製單層建築物，站房本身為候車室及觀光服務台，由甲浦婦人會負責售票及觀光事宜。然而站房沒有連接至月台，乘客須沿旁邊的行人天橋走上月台。
與線內其他車站的情況相同，為對應DMV的高度，原來的列車月台被棄用，但不同於海部站或宍喰站，新候車站設於路面段，情況與部份BRT車站類近。原來軌道段的末端改成為「軌道／路面轉換區」，車輛在此轉換行駛模式，往宍喰方向為軌道模式，往宍喰溫泉方向為巴士模式，而原有的軌道末端則加建了通往路面的連接路，讓車輛可以進出。新候車月台設於站舍旁邊，並設有橫竿封閉專用路段，只有車輛進出車站時才會打開。新候車月台不使用編號，而是一律以「往○○方向月台」（○○行のりば）標示。

### 月台配置
| 月台         | 路線         | 方向 | 目的地                         |
| ------------ | ------------ | ---- | ------------------------------ |
| （上行月台） | ■阿佐東線    | 上行 | 阿波海南方向                   |
| （下行月台） | 轉為巴士模式 | 下行 | 道之驛宍喰溫泉、海之驛室戶方向 |

### 鐵道時期

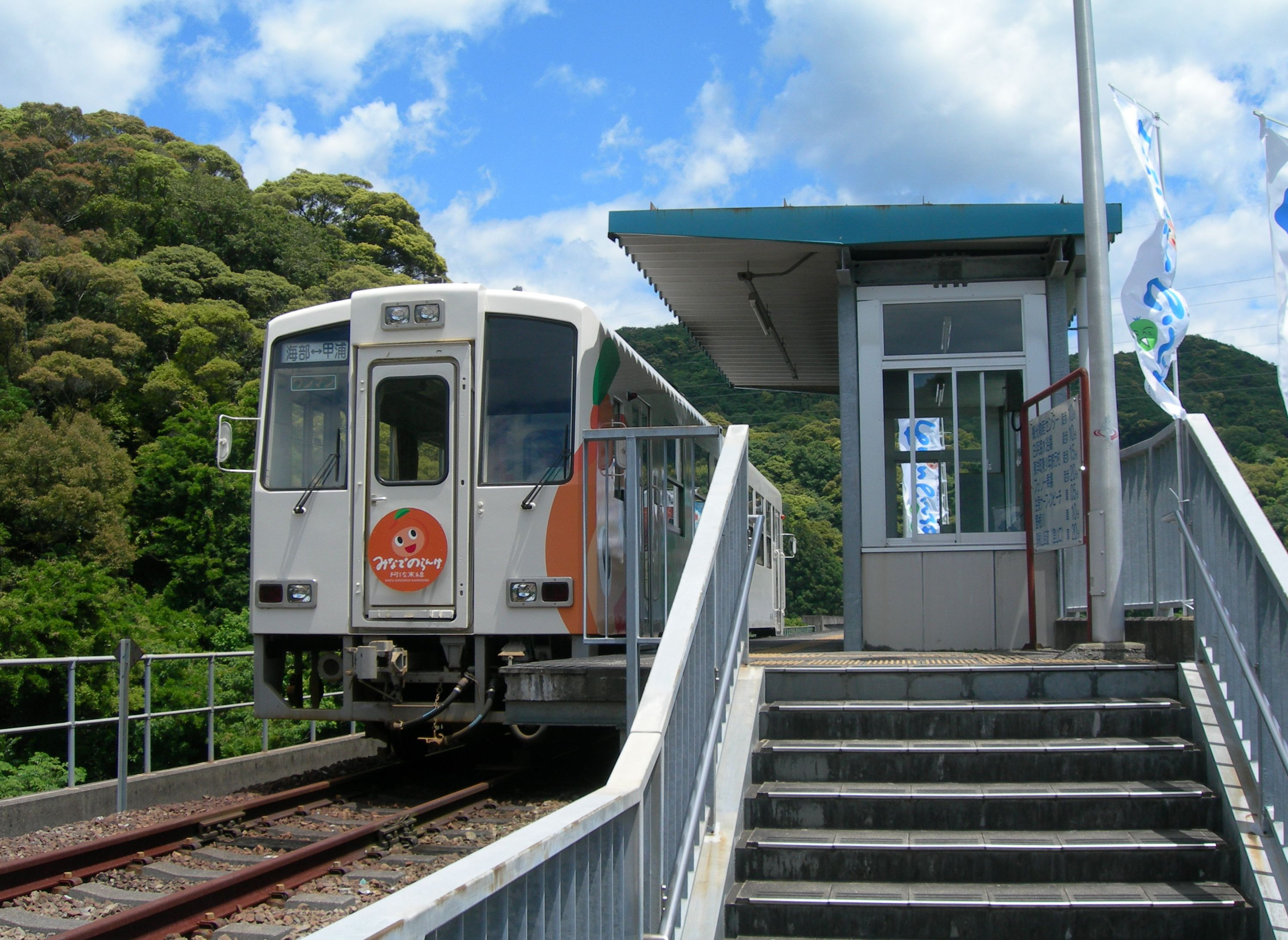
301號列車停靠在月台上。

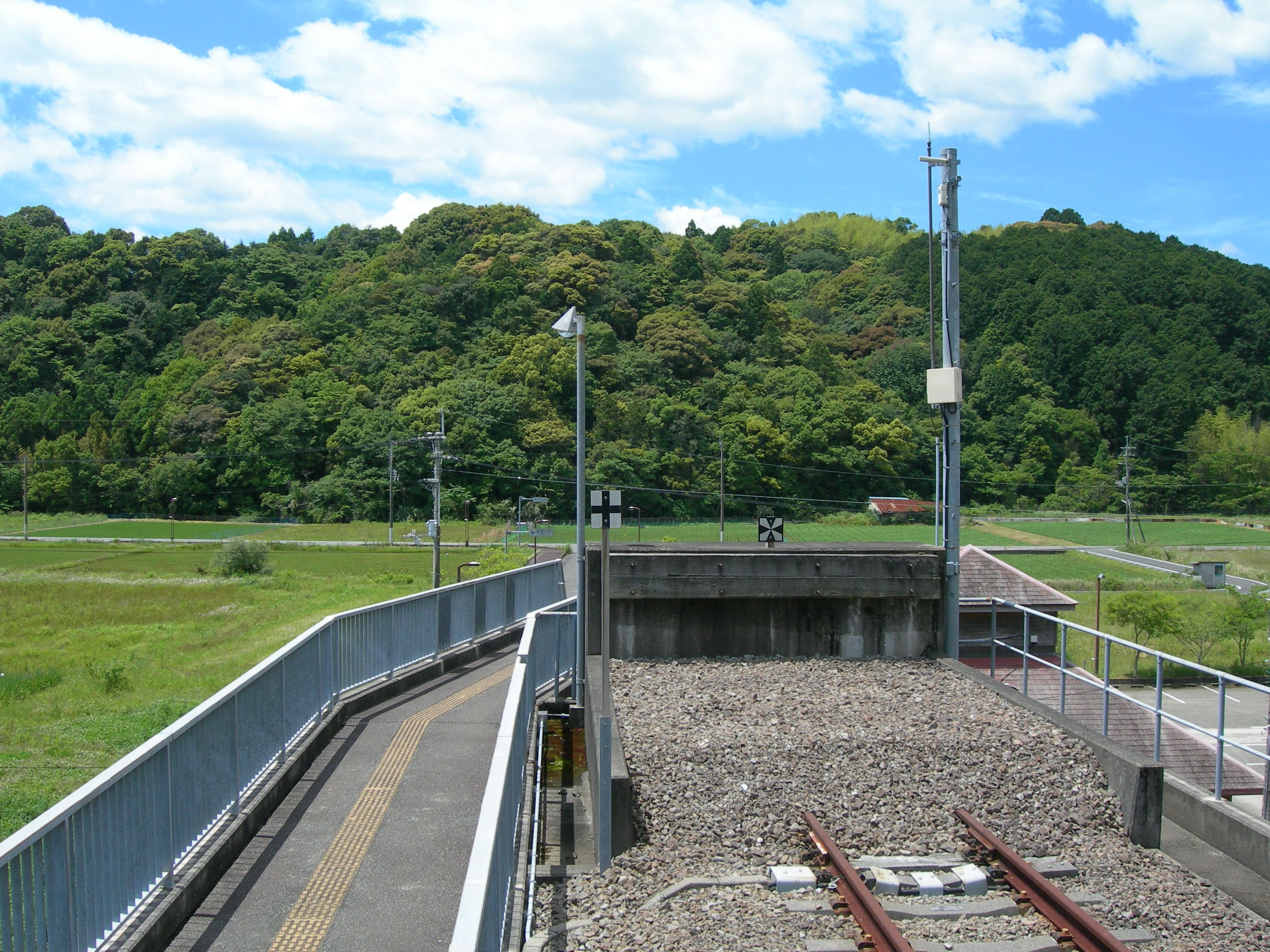
路軌末端，原來預備向室戶方面伸延。2019年1月，隨決定採用DMV行駛，此處現進行改善工程，將興建斜道以接駁至地面。

本站只設有1個側式月台，提供1線1面的月台配置。月台的有效長度為2卡－雖然它的長度比一般可容納2卡列車的為長。下車時，左邊車門會打開。月台上設有鋁製有蓋候車室，位於月台末端近路軌盡頭，行人橋旁。
開線初期，部份JR特急列車「劍山」、「室戶」曾直通至本站，但反反覆覆停止又復辦，2011年時刻表改點後，又再一次取消。直至改造為DMV前，本站只提供普通列車，並只在阿佐東線內行駛。

#### 月台配置
| 路線      | 方向     | 目的地   |
| --------- | -------- | -------- |
| ■阿佐東線 | （上行） | 海部方向 |

## 往奈半利接駁巴士
由於國鐵時代的阿佐線預算由海部站再接駁至後免站，中途途經甲浦站、野根站、室戶站、吉良川站、土佐羽根站及奈半利站。現在由於計劃中止，因此改由高知東部交通開辦接駁巴士，由甲浦岸壁經室戶岬開往安藝站。平日開出六班來回，假日開出七班來回（最早一班由室戶岬先開往甲浦，再返回安藝站）。全程約為2小時20分。

## 歷史
- 1992年3月26日：開業。
- 2019年1月10日：因應於2020年改用雙模式車輛行駛，連接架空鐵路路軌及地面道路的斜坡道工程正式展開，同日起停車站及巴士站亦遷移[2]。

## 使用狀況
| 1日上落人數推斷 | 1日上落人數推斷 |
| 年度            | 1日平均人數     |
| --------------- | --------------- |
| 2011            | 42              |
| 2012            | 40              |
| 2013            | 40              |
| 2014            | 39              |
| 2015            | 40              |
| 2016            | 41              |
| 2017            | 41              |
| 2018            | 40              |
| 2019            | 35              |
| 2020及以後      | 沒有紀錄        |

## 相鄰車站
阿佐海岸鐵道
■阿佐東線
（軌道模式）宍喰－（巴士模式）甲浦信號場－海之驛東洋町

## 外部連結
- 阿佐海岸鐵道甲浦站介紹 （页面存档备份，存于）